# 1948 w Wojsku Polskim
Kalendarium Wojska Polskiego 1948  - strona przedstawia wydarzenia w Wojsku Polskim w roku 1948.

## Luty
11 lutego
- w Warszawie w mokotowskim więzieniu wykonano wyrok śmierci kpt. Wacława Alchimowicza informatora rtm. Witolda Pileckiego.

25 lutego
- uchwalono ustawę o powszechnym obowiązku przysposobienia zawodowego, wychowania fizycznego i przysposobienia wojskowego młodzieży[1]

28 lutego
- utworzono eskadrę lotnictwa Marynarki Wojennej składającą się z 4 kluczy samolotów bojowych[2][3][4]

## Marzec
2 marca
- rozpoczęły się w Warszawie obrady I Zlotu Korespondentów „Polski Zbrojnej”[2]

13 marca
- zakończył się w Dęblinie II Kurs Dowódców Pułków i Szefów Sztabu Wojsk Lotniczych[3]

20 marca
- rozkaz o sformowaniu Brygad Ochrony Pogranicza[5]
- na podstawie rozkazu MON nr 55/Org z 20 marca na bazie Poznańskiego Oddziału WOP nr 2 sformowano 10 Brygadę Ochrony Pogranicza[6]

## Kwiecień
- zgodnie z rozkazem ministra obrony narodowej przeprowadzono pierwszą po wojnie inspekcję wiosenną w Wojskach Lądowych[2]

1 kwietnia
- Minister Obrony Narodowej wydał rozkaz o sformowaniu Eskadry Aerofotogrametrycznej o stanie osobowym 198 żołnierzy i 15 pracowników cywilnych, a wyposażenie stanowiło 6 samolotów Siebel[3]

3 kwietnia
- uchwalono pierwszy po wojnie dekret o służbie wojskowej oficerów Wojska Polskiego[2]
- Dowódca Wojsk Lotniczych dokonał na Okęciu dekoracji zasłużonych pilotów „LOT-u” Krzyżami Walecznych i Krzyżami Zasługi[3]

13–15 kwietnia
- przeprowadzono pierwszy pobór do brygad „Służba Polsce”[2]

10 kwietnia
- minister obrony narodowej wydał rozkaz o udzielaniu przez jednostki wojskowe wszechstronnej pomocy brygadom „Służba Polsce”[2][3]

14 kwietnia
- ukazał się dekret o zasiłkach i pomocy dla żołnierzy Wojska Polskiego oraz ich rodzin[2]

15 kwietnia
- sztab Głównego Dowództwa Marynarki Wojennej wydał rozkaz wprowadzający w życie z dniem 1 maja 1948 roku etat eskadry lotnictwa marynarki wojennej[4]

19 kwietnia
- z demobilu amerykańskiego zostały wcielone do marynarki trzy trałowce bazowe o nazwach „Delfin”, „Mors” i „Foka”[2]

25 kwietnia
- obradował w Warszawie III Ogólnopolski Zjazd Towarzystwa Przyjaciół Żołnierza[2]

28 kwietnia
- otwarto wystawę sprzętu motoryzacyjnego wojska zorganizowaną przez Departament Służby Samochodowe[2]

## Maj
10 maja
- stracono kpt. Franciszka Błażeja

19 maja
- w Warszawie utworzono Oficerską Szkołę Prawniczą[2]

19–20 maja
- pod przewodnictwem ministra obrony narodowej odbyła się odprawa dowódców okręgów wojskowych i dowódców dywizji oraz ich zastępców ds. polityczno-wychowawczych[2]

21 maja
- w Jeleniej Górze utworzono ponownie Oficerską Szkołę Piechoty nr 2[a]

## Czerwiec
23 czerwca
- w Southampton uroczyście podniesiono polską banderę na okręcie szkolnym „Iskra”[2]

## Lipiec
2 lipca

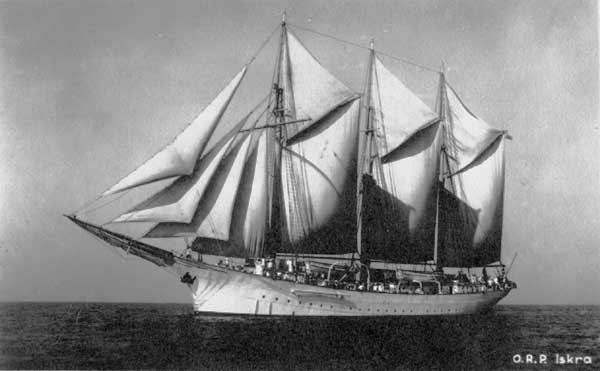
ORP Iskra

- w Gdyni na Oksywiu uroczyście powitano okręt szkolny „Iskra”[2]

4 lipca
- w Warszawie odbył się I Ogólnopolski Zlot Przodowników Brygad „Służba Polsce”[2]

15 lipca
- rozpoczęto letniego okresu szkolenia[1]
- wydanie „Tymczasowego Regulaminu Walki Broni Połączonych”, cz. II[1]

19 lipca
- minister obrony narodowej rozkazem nr 115 ustalił dni świąt poszczególnych rodzajów wojsk i służb Wojska Polskiego[2][3]
- w Koszalinie na bazie 5 baterii artylerii przeciwlotniczej 2 dywizjonu Oficerskiej Szkoły Artylerii utworzono Oficerską Szkołę Artylerii Przeciwlotniczej[2][3]

## Sierpień
1 sierpnia
- powołano Oficerską Szkołę Artylerii Przeciwlotniczej[1]

16 sierpnia
- dokonano podziału obszaru kraju na rejony uzupełnień (130 Rejonowych Komend Uzupełnień)[1]

19 sierpnia
- naczelny dowódcy Wojska Polskiego rozkazem nr 0145 przydzielił Oficerskiej Szkole Marynarki Wojennej żaglowiec „Iskra” jako pierwszy okręt szkolny[7]

25 sierpnia
- powołano do życia Korpus Kadetów kształcący młodzież na oficerów Korpusu Bezpieczeństwa Wewnętrznego[7][b]

## Wrzesień
1 września
- 7 Komenda Odcinka Gubin została przemianowana na samodzielny Batalion Ochrony Pogranicza nr 32[8]

15 września
- Półwysep Helski oraz obszar Redłowa, Sobieszewa, Kępy Oksywskiej, Westerplatte i ich okolice zostały rozporządzeniem Prezydenta Rzeczypospolitej uznane za rejony umocnione[7]

18 września
- w Pile utworzono Oficerską Szkołę Samochodową[7]

27 września - 28 września
- we Wrocławiu odbył się zjazd zjednoczeniowy Związku Uczestników Walki Zbrojnej o Niepodległość i

## Październik
11–13 października
- we Wrocławiu odbył się Zjazd Krajowy Związku Inwalidów Wojennych[7]

15 października
- minister obrony narodowej rozkazem nr 150 wprowadził Regulamin Związku Młodzieży Polskiej w Wojsku Polskim[7]

18 października
- w skład Marynarki Wojennej wcielono eskadrę lotniczą składającą się z 5 kluczy, a sformowaną przez Dowództwo Wojsk Lotniczych[7][3][9]

21 października
opracowano planu rozwoju Marynarki Wojennej
powołano Oficerską Szkołę Prawniczą
powołano Oficerską Szkołę Kapelmistrzów
reaktywowano OSP nr 2
opracowano plan rozwoju WP na lata 1950-1955
zakończono I etap rozwoju WP po zakończeniu II wojny światowej

## Listopad
18 listopada
- przebywająca  w Polsce Wanda Wasilewska odwiedziła 1 Praski Pułk Piechoty[7]

## Grudzień
- w Rembertowie przekształcono Centrum Wyszkolenia Piechoty w Wyższą Szkołę Piechoty[7]
- przy 2 Pomorskim Batalionie Miotaczy Ognia w Modlinie utworzono Kurs Oficerów Służby Chemicznej[7]

4 grudnia
- Wojska Ochrony Pogranicza wyłączono ze struktur MON i podporządkowano Ministerstwu Bezpieczeństwa Publicznego

30 grudnia
- utworzono szkolne kompanie (baterie) oficerów rezerwy piechoty, artylerii, saperów, broni pancernej, łączności oraz służby samochodowej[7]